# Agonalis-obeliszk
Az Agonalis-obeliszk (Obelisco Agonale) Rómában, a Piazza Navonán áll.

## Története
A vörös gránitból készült obeliszk egyiptomi eredetű, de Domitianus római császár megrendelésére készült, és Ízisz és Szerápisz ikertemploma között, közel a mai Santa Maria sopra Minerva templomhoz állt. Neve a Domitianus által épített Agonalis-versenypályára (Circus Agonalis) utal, amely a Piazza Navona helyén üzemelt. Az oszlop 16,53 méteres, talapzatával együtt 30,17 méter magasra nyúlik fel.
Az obeliszk csúcsába vésve, egyiptomi fáraó képében látható Domitianus. A keleti oldal hieroglifái a császár trónra kerülését írják le: Ő (Domitianus) örökölte apja, Vespasianus királyságát, miután bátyja, a nagy Titus lelke felemelkedett a mennybe.
Az obeliszket a 4. században, feltehetően 309 és 312 között Maxentius római császár versenypályájára (Circo di Massenzio) szállíttatta. A 6. század körül az oszlop eldőlt, és több darabba tört. 1630-ban Arundel grófja előleget fizetett az obeliszkért, mert Londonba akarta szállíttatni, de nem kapott kiviteli engedélyt. X. Ince pápa a 17. században úgy döntött, hogy mai helyén állíttatja fel. A munkára Giovanni Lorenzo Bernini kapott megbízást 1647. április 11-én. Bernini a Négy folyó szökőkútjára (Fontana dei Quattro Fiumi) állította az újra összeillesztett obeliszket. Az oszlop csúcsára a pápa családját szimbolizáló galamb szobra került.